# Biserica Sfânta Maria din Botoșani
Biserica „Sfânta Maria” este o biserică armeană din Botoșani. Aceasta este cea mai veche biserică armeană din România, fiind atestată documentar de pisania ce datează de la 1350. Este adevărat că deasupra ușii de intrare a bărbaților este așezată următoare pisanie (inscripție): „Biserica Sfintei Marii care fusese cu vreo 200 de ani în urmă, acum, cu atotputernicia lui Dumnezeu s-a înnoit, lăsând (totuși), zidurile cele vechi (și adăogându-se) cu turn și clopotniță cu cheltuiala poporenilor din Botoșani cu sârguința cea mare a dumisale Ștefan Goilav la 1826 iunie 21”. Se deduce deci că biserica a fost construită în jur de 1626. Biserica cu hramul „Adormirea Maicii Domnului”, cunoscută la armenii din Botoșani sub denumirea de biserica veche (hin – jam), a fost catedrala comunității armene.
Nenumărate secole spre timpul actual a străbătut și o Evanghelie scrisă pe pergament în 1354 în Crimeea, Evanghelie aceasta fiind consultată de Nicolae Iorga și care se păstrează și astăzi la biserică. Aici era și prima carte cunoscută și păstrată din Botoșani: „Evanghelia în limba armeană”, copiată în 1354 la Caffa, cercetată de Nicolae Iorga în 1928. În biserica „Sfânta Maria” se află importante obiecte de cult din secolul al XVIII – lea aduse din Constantinopol, Ierusalim, Crimeea, Polonia, Italia, China sau din alte părți unde negustorii armeni aveau relații comerciale: icoane în ulei pe pânza veche de două secole, obiecte din argint, aur și pietre prețioase, vesminte și acoperaminte cusute cu fir de aur și argint, unicate – cum este steagul pictat de la Botoșani, din secolul al  XVIII-lea.